# NetBeans
NetBeans IDE — вільне інтегроване середовище розробки (IDE) для мов програмування Java, JavaFX, C/C++, PHP, JavaScript, HTML5, Python, Groovy. Середовище може бути встановлене і для підтримки окремих мов, і у повній конфігурації. Середовище розробки NetBeans за замовчуванням підтримує розробку для платформ J2SE і J2EE.
Поширюється у початкових текстах під ліцензією Apache License. Проєкт NetBeans IDE підтримувався і спонсорувався фірмою Sun Microsystems і після придбання Sun — Oracle. У жовтні 2016 року Oracle передав NetBeans у власність Apache Software Foundation, яка займається розробкою і підтримкою проєкту.
NetBeans IDE доступна для платформ Microsoft Windows, GNU/Linux, FreeBSD, і Solaris (як SPARC, так x86). Для інших платформ доступна можливість зібрати NetBeans самостійно із початкових текстів.
За якістю і можливостям останні версії NetBeans IDE змагається з найкращими[якими?] інтегрованими середовищами розробки для мови Java, підтримуючи рефакторинг, профілювання, виділення синтаксичних конструкцій кольором, автодоповнення мовних конструкцій на льоту, шаблони коду та інше.

## Історія
Розробка середовища NetBeans почалася в 1996 під назвою Xelfi (гра букв на основі Delphi), як проєкт студентів зі створення Java IDE під керівництвом факультету математики і фізики Карлова Університету в Празі.  У 1997 році Роман Станек сформував компанію навколо проєкту і став випускати комерційні версії середовища NetBeans до передачі всіх прав на IDE корпорації Sun Microsystems в 1999 році.  Sun відкрила початкові коди середовища розробки NetBeans IDE в червні наступного року. Відтоді спільнота NetBeans постійно розвивається і росте завдяки людям і компаніям, що використовують і підтримує проєкт.
NetBeans IDE 6.0, створена на основі попередньої версії 5.5.1, надала гнучку підтримку створення модулів для IDE і інтернет-застосунків, заснованих на платформі NetBeans, новий дизайнер користувацьких інтерфейсів (відомий під назвою «Проєкт Matisse»), нову і перероблену підтримку системи управління версіями CVS, підтримку Weblogic 9 і JBoss 4, і багато покращень в редакторі.  NetBeans 6.0 поставляється в складі дистрибутивів Ubuntu 8.04 і Debian.
NetBeans IDE 6.5, випущена в листопаді 2008 року, розширює можливості Java EE (включаючи підтримку Java Persistence, EJB 3 та JAX-WS).  Додатково, NetBeans Enterprise Pack підтримує розробку застосунків Java EE 5 Enterprise, включаючи візуальні засоби SOA, засоби для роботи з XML schema, роботу з вебсервісами (для BPEL), і моделювання на мові UML.  Збірка NetBeans IDE Bundle for C/C++ підтримує проєкти на мовах C/C++.
NetBeans 7.0, що вийшла у квітні 2011, реалізувала підтримку розробки застосунків з використанням попередньої версії JDK7, були додані засоби для інтеграції з Oracle WebLogic Server 11g і забезпечена підтримка Oracle Database, GlassFish Server Open Source Edition 3.1 і Oracle GlassFish Server 3.1. Версія 7.0 вилучила зі складу модулі з реалізацією засобів розробки мови Ruby і MVC-фреймворка Ruby on Rails. Як причина названа низька популярність NetBeans серед розробників мовою Ruby.
За заявою Oracle NetBeans IDE 7.1, що вийшов у грудні 2011, став першим середовищем розробки, який повною мірою підтримує останні варіанти специфікацій і стандартів на платформу Java, включаючи повну підтримку циклу розробки з використанням JavaFX і JDK7. Основними нововведеннями NetBeans 7.1 є забезпечення повноцінної підтримки розробки з використанням JavaFX 2.0, значне розширення можливостей Swing GUI Builder, підтримка CSS3, нові інструменти для візуального налагодження інтерфейсу застосунків на базі Swing і JavaFX, інтеграція підтримки Git, додані засоби для інтеграції з Oracle WebLogic Server 12c.
У випуску 7.4 у жовтні 2013 продовжено розвиток засобів для розробки з використанням технологій HTML5, додана підтримка створення гібридних HTML5-застосунків для платформ Android і Apple iOS з використанням фреймворку Apache Cordova, реалізовані засоби використання HTML5 в проєктах Java EE і PHP, представлена експериментальна підтримка майбутнього випуску JDK8.
NetBeans 8 вийшов 18 березня 2014. У випуску реалізовані засоби для розробки з використанням Java SE 8, Java SE Embedded 8 і Java ME Embedded 8, розширена підтримка Maven і Java EE з PrimeFaces, додані нові інструменти для HTML5 і, зокрема, фреймворк AngularJS, покращена підтримка PHP (підтримка системи unit-тестування Nette Tester і аналізатора коду PHP-CS-Fixer; поліпшення підтримки Twig, Latte, Neon) і C/C++ (зокрема додана консоль налагоджувача GDB).
Версія 8.1, опублікована 4 листопада 2015, одержала засоби розробки для платформи node.js.
Версія 8.2 опублікована 3 жовтня 2016.
Версія 9.0, опублікована 29 липня 2018, одержала підтримку Java 9 і 10, випущена як проєкт Apache Incubator
Версія 10.0 опублікована 27 грудня 2018.
Версія 11.0 опублікована 4 квітня 2019.
Версія 11.1 опублікована 22 липня 2019.
Версія 11.2 опублікована 29 вересня 2019.
Версія 11.3 опублікована 4 березня 2020.
Версія 12, опублікована 09 червня 2020, має підтримку найновіших функцій Java, підтримку PHP 7.4, виправлені помилки та покращено відображення на моніторах hiDPI Windows.
Версія 12.02, опублікована 07 грудня 2020. В цій версії додана підтримка PHP 8.0, була вилучена підтримка Nashorn.
Версія 12.03 опублікована 11 березня 2021 року. У цій версії була реалізована повна підтримка PHP 8.0.

## Підтримувані зовнішні компоненти
NetBeans IDE підтримує плагіни, дозволяючи розробникам розширювати можливості середовища.
У версії NetBeans IDE 6.0 підтримуються засоби застосунків на J2ME, UML, SOA, мова програмування Ruby (включаючи підтримку Ruby on Rails). Проте через слабу популярність NetBeans серед розробників Ruby у версії 7.0 підтримка Ruby та Ruby on Rails скасована, а наявні ресурси залучені для розвитку Java SE 7 та JDK 7.
У версії IDE 7.0 забезпечена підтримка Oracle Database, підтримуються такі зовнішні компоненти
- Java EE та J2EE
- Java Card SDK
- Struts
- Spring Framework
- Hibernate
- Java API for RESTful Web Services (JAX-RS)
- Java Wireless Toolkit для CLDC
- Системи відстеження помилок Bugzilla і Jira
- C/C++/Fortran
- PHP
- Groovy
- Grails
- Apache Ant
- Apache Maven
- Системи управління версіями: CVS; Subversion; Mercurial; ClearCase; Git;
- GlassFish Server Open Source Edition
- Oracle WebLogic Server
- Сервери застосунків: GlassFish Enterprise Server, Tomcat, JBoss